# Fabian Ernst
Fabian Ernst (Hannover, 30. svibnja 1979.) je njemački umirovljeni nogometaš.

## Karijera
Karijeru je započeo u Hannoveru 96. Od 1998. – 2000. je igrao za Hamburger SV u Bundesligi, igranjem u 48 utakmica, nije postigao nijedan pogodak. Vezni igrač Ernst u Werder Bremenu u 152 utakmice u Bundesligi je zabio 11 golova. Nakon što je proveo tri i pol godine u Schalkeu pridružio se Beşiktaş JK u veljači 2009. Igrač je potpisao ugovor koji će trajati do 2012. U svojoj prvoj sezoni u Beşiktaşu zabio je 2 gola. Na kraju sezone je odlučeno da je "najbolji igrač ekipe".

## Reprezentacija
2002. je igrao svoju prvu utakmicu za reprezentaciju s Njemačkom protiv Kuvajta. Do kraja 2007. zabio je jedan gol za svoju zemlju.

## Vanjske poveznice
- Fussballdaten.de